# Гней Манлій Вульсон
Гней Манлій Вульсон (лат. Gneus Manlius Vulso; ? — після 184 до н. е.) — політичний, державний та військовий діяч Римської республіки, консул 189 року до н. е.

## Життєпис
Походив з патриціанського роду Манліїв. Син Гнея Манлія Вульсона, який рано помер. 
У 197 році до н. е. став курульним еділом. Разом зі своїм колегою Публієм Корнелієм Сципіоном Назікою провів пишні Римські ігри. У 195 році до н. е. Гнея Манлія обрано претором. Як провінцію отримав Сицилію. Під час претури надавав значні кошти храму Аполлона на о. Делом.
У 192 та 191 роках до н. е. безуспішно висував свою кандидатуру на вибори консулів. Зрештою у 189 році до н. е. його обрано консулом разом з Марком Фульвієм Нобіліором. Під час своєї каденції з успіхом воював проти галатів у Малій Азії. Зумів підкорити значну частини Памфілії та Пісідії. У 188 році до н. е. сенат доручив йому як проконсулу владнати справи у Малій Азії. Водночас в Апамеї вів перемовини щодо укладання миру з Антіохом III, царем Сирії. Багато в чому сприяв затвердженню римської влади у Малій Азії. У 187 році до н. е. по поверненню до Риму отримав від сенату право на тріумф.
У 184 році до н. е. висунув свою кандидатуру на посаду цензора, але невдало. Після цього про подальшу долю Гнея Манлія  Вульсона немає відомостей.